# Cantonul Bellegarde-sur-Valserine
Cantonul Bellegarde-sur-Valserine este un canton din arondismentul Nantua, departamentul Ain, regiunea Rhône-Alpes, Franța.

## Comune
| Comune                   | Populație (1999) | Cod poștal | Cod INSEE |
| ------------------------ | ---------------- | ---------- | --------- |
| Bellegarde-sur-Valserine | 11.497           | 01200      | 01033     |
| Billiat                  | 440              | 01200      | 01044     |
| Champfromier             | 606              | 01410      | 01081     |
| Châtillon-en-Michaille   | 2.948            | 01200      | 01091     |
| Giron                    | 135              | 01130      | 01174     |
| Injoux-Génissiat         | 937              | 01200      | 01189     |
| Lhôpital                 | 56               | 01420      | 01215     |
| Montanges                | 330              | 01200      | 01257     |
| Plagne                   | 78               | 01130      | 01298     |
| Saint-Germain-de-Joux    | 496              | 01130      | 01357     |
| Surjoux                  | 73               | 01420      | 01413     |
| Villes                   | 340              | 01200      | 01448     |